# John Sergeant
Pour les articles homonymes, voir Sergeant.
 (décembre 2023).
La mise en forme du texte ne suit pas les recommandations de Wikipédia : il faut le « wikifier ».
Les points d'amélioration suivants sont les cas les plus fréquents :
- Les titres sont pré-formatés par le logiciel. Ils ne sont ni en capitales, ni en gras.
- Le texte ne doit pas être écrit en capitales (les noms de famille non plus), ni en gras, ni en italique, ni en « petit »…
- Le gras n'est utilisé que pour surligner le titre de l'article dans l'introduction, une seule fois.
- L'italique est rarement utilisé : mots en langue étrangère, titres d'œuvres, noms de bateaux, etc.
- Les citations ne sont pas en italique mais en corps de texte normal. Elles sont entourées par des guillemets français : « et ».
- Les listes à puces sont à éviter, des paragraphes rédigés étant largement préférés. Les tableaux sont à réserver à la présentation de données structurées (résultats, etc.).
- Les appels de note de bas de page (petits chiffres en exposant, introduits par l'outil «  Source ») sont à placer entre la fin de phrase et le point final[comme ça].
- Les liens internes (vers d'autres articles de Wikipédia) sont à choisir avec parcimonie. Créez des liens vers des articles approfondissant le sujet. Les termes génériques sans rapport avec le sujet sont à éviter, ainsi que les répétitions de liens vers un même terme.
- Les liens externes sont à placer uniquement dans une section « Liens externes », à la fin de l'article. Ces liens sont à choisir avec parcimonie suivant les règles définies. Si un lien sert de source à l'article, son insertion dans le texte est à faire par les notes de bas de page.
- La présentation des références doit suivre les conventions bibliographiques. Il est recommandé d'utiliser les modèles {{Ouvrage}}, {{Chapitre}}, {{Article}}, {{Lien web}} et/ou {{Bibliographie}}. Le mode d'édition visuel peut mettre en forme automatiquement les références.
- Insérer une infobox (cadre d'informations à droite) n'est pas obligatoire pour parachever la mise en page.

Pour une aide détaillée, merci de consulter Aide:Wikification.
Si vous pensez que ces points ont été résolus, vous pouvez retirer ce bandeau et améliorer la mise en forme d'un autre article.
John Sergeant (Barrow upon Humber, 1622 - 1710) est un controversialiste, philosophe et théologien catholique anglais.

## Biographie
John Sergeant étudia à St John's College (Cambridge), puis devint secrétaire de l'évêque de Durham. Il se convertit au catholicisme à la suite de ses recherches dans le domaine de l'histoire ecclésiastique, étudia alors dans des collèges catholiques à Lisbonne, et devint prêtre séculier. De retour en Angleterre, il se lance dans une vie de controverses. Ami de Kenelm Digby, en 1675 on le trouve à Rouen où il fréquente Bossuet. On lui d'innombrables libelles qui sont un remarquable témoignage des controverses religieuses dans l'Angleterre de l'époque. En métaphysique et en théorie de la connaissance, il fut l'un des premiers grands critiques de l'idéalisme de John Locke et de René Descartes. Il polémique en particulier avec le franciscain récollet Antoine Legrand, qui avait beaucoup fait pour populariser les idées de Descartes en Angleterre.

## Œuvres
- A letter of thanks from the author of Sure-footing to his answerer Mr. J.[ohn] T.[illotson], Paris, 1666
- Faith vindicated from possibility of falshood: or, The immovable firmness and certainty of the motives to Christian faith, asserted, against that tenet, which, denying infallibility of authority, subverts its foundation, and renders it uncertain, Louvain, 1667
- Methodus compendiosa, qua recte pervestigatur et certo invenitur fides christiana ; authore J.S., Paris, 1674
- Clypaeus septemplex. - Declaratio Joannis Sergeantii circa doctrinam in libris suis contentam exhibita sacrae congregationi... cardinalium in universa christiana republica contra haereticam pravitatem generalium inquisitorum - Additamentum - Appendix, seu Querimonia Joannis Serjeantii adversus M. Lominum... [E. Talbot.] - Antidoti adversus venenatas Lomini calumnias praesumendae donec... illius libelli confutatio pertexi ac publicari poterit. - Discursus brevis ostendens quam inepta ac praepostera methodo usus fit Lominus in affigendo libris meis haeresis crimen. - De illustri testimonio a Lomino adducto... - Refutatio objectionis quod libri et doctrina mea nitantur quae D. Albio seu Blacloo sunt peculiaria, Douai, 1677
- Of Devotion, by J.S., London, 1678
- Vindiciae Joannis Sergeantii, tribunalibus romano et parisiensi, ubi ab... Petro Talboto, archiepiscopo dubliniensi, de doctrina prava accusatus fuit, in librorum suorum defensionem exhibitae, s.l., 1678
- A letter from a trooper in Flanders, to his comerade: shewing, that Luxemburg is a witch, and deals with the Devil, London, 1695
- The Method to Science, London, 1696
- Solid philosophy asserted against the fancies of the ideists or, the Method to science farther illustrated, with reflexions on Mr. Locke's Essay concerning human understanding, London, 1697; repr. New York, Garland Publ. Co., 1984
- Ideæ Cartesianæ ad Lydium veritatis lapidem (terminorum scilicet connexionem) expensæ: ubi dissertatio ... A. le Grand, "De ratione cognoscendi," ac appendix ejusdem "de formali mutatione," principiis esse destitutæ, imo primis intellectus principiis oppositæ demonstrantur ... Authore J. S., in-8°, London, 1698
- Non ultra, or a Letter to a learned Cartesian, settling the rule of truth, and first principles, upon their deepest grounds, by J.S., London, 1698, repr. by N.C. Bradish, The Monist 39 (1929), 571-628
- Transnatural Philosophy, or Metaphysicks: demonstrating the Essences or Operations of all Beings whatever, which gives the Principles to all other Sciences. And shewing the Perfect Conformity of Christian Faith to Right Reason, and the Unreasonableness of Atheists, Deists, Anti-Trinitarians and other Sectaries, London, 1700